# Annisquam (Massachusetts)
Annisquam é um bairro à beira-mar na cidade de Gloucester, na costa norte de Massachusetts. Fica a alguns quilômetros de Cape Ann do centro de Gloucester.

## História
O nome "Annisquam" vem de um termo algonquiano que significa "topo da rocha, contendo <wanashque> ," no topo de "e <-ompsk> , "rocha". O primeiro assentamento europeu em Annisquam foi estabelecido em 1631 . No final do século XIX, era o lar de uma pedreira de granito e de uma colônia de artistas, que atraiu pintores como George Loftus Noyes e Margaret Fitzhugh Browne.
Annisquam é principalmente um bairro residencial. Seus únicos negócios incluem um restaurante e uma marina, um pequeno hotel, uma imobiliária, uma biblioteca e o Annisquam Yacht Club, fundado em 1896. Por causa de seu pequeno tamanho, arquitetura histórica e geografia isolada, Annisquam continua sendo um resort de verão popular.
Na foz do rio Annisquam, em Ipswich Bay, fica o Annisquam Harbour Light, talvez o edifício mais histórico da vila . O farol está no mesmo local desde 1801, tendo sofrido reparações significativas em 1850.

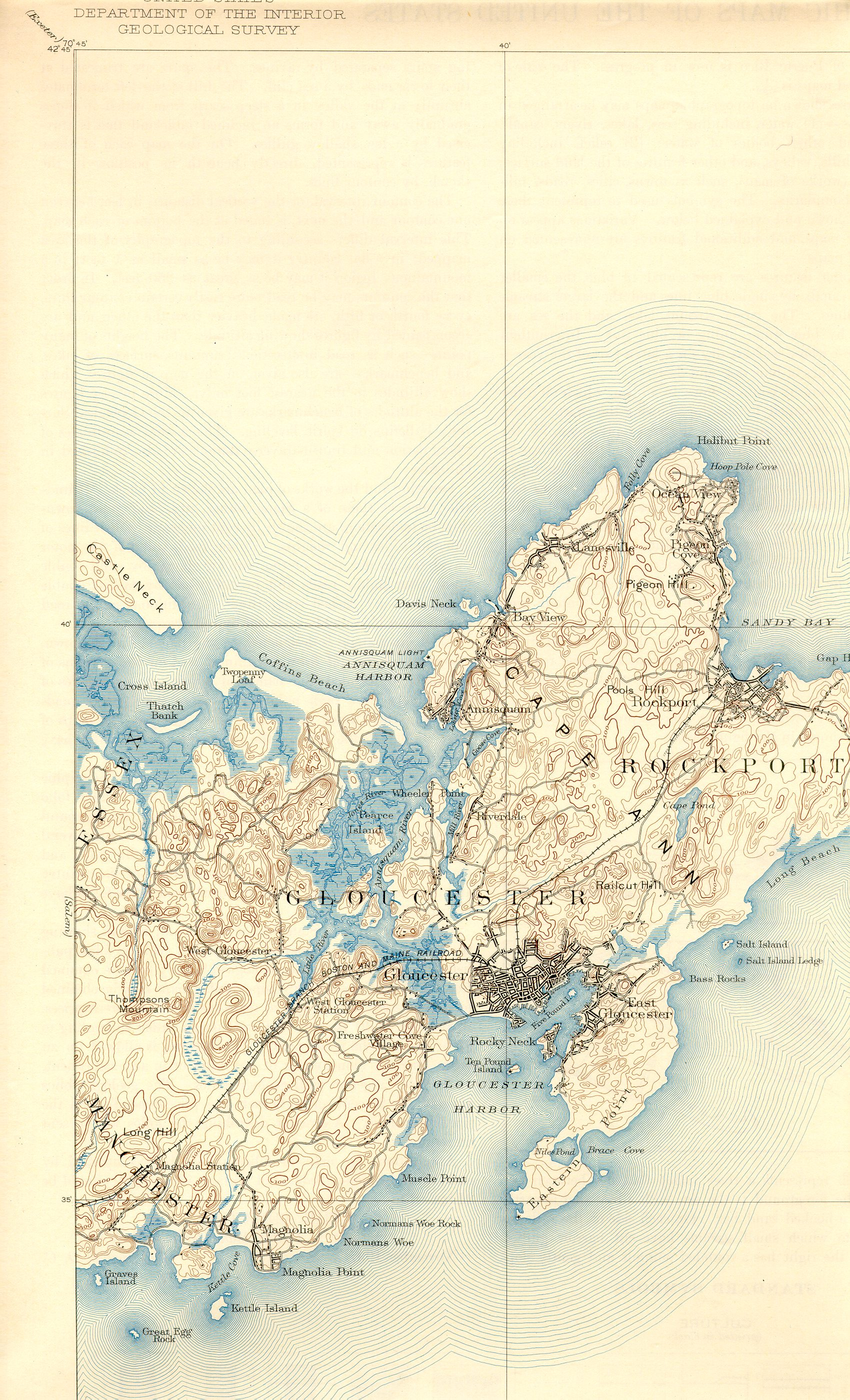
Localização de Annisquam em Cape Ann
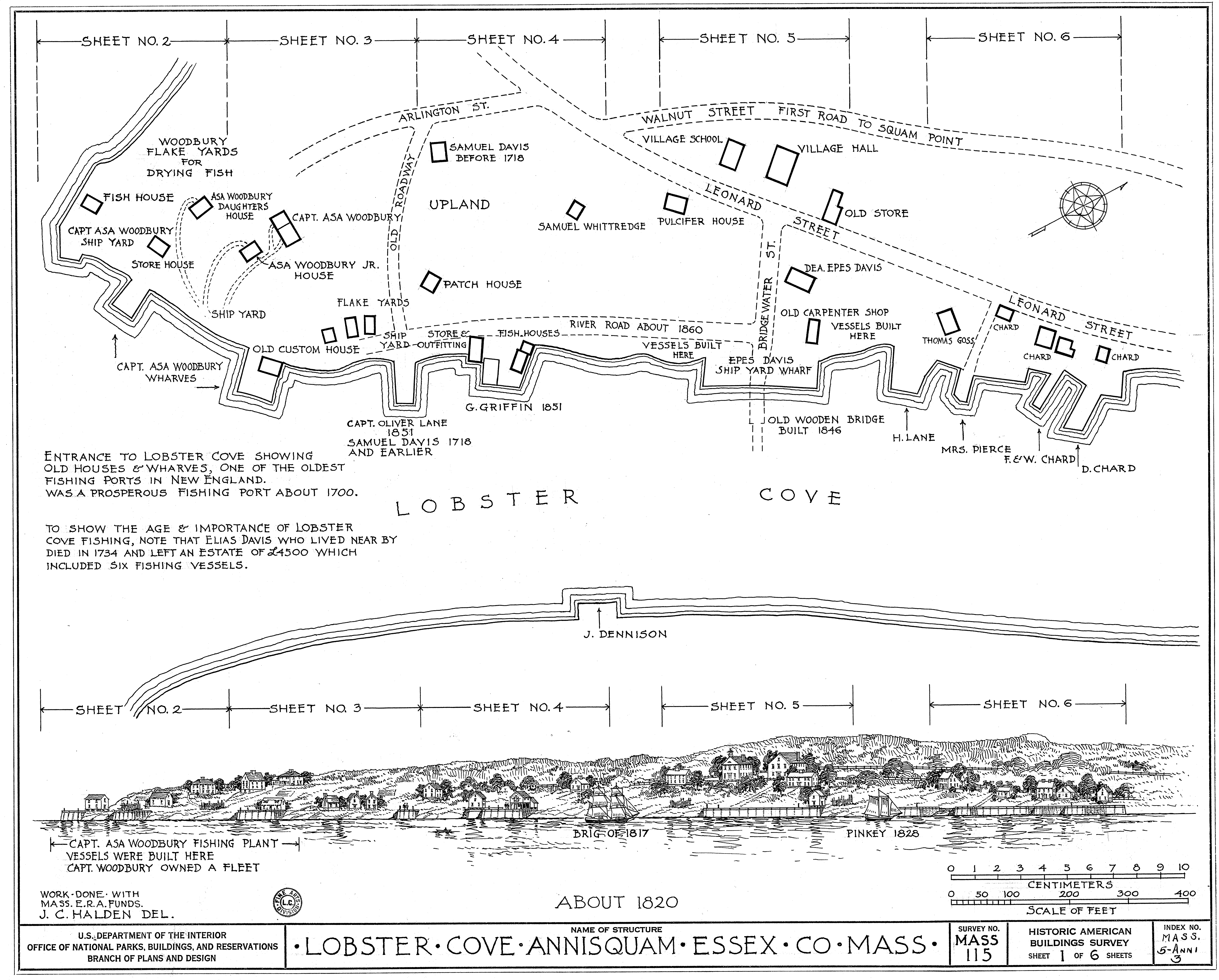
Lobster Cove c. 1820
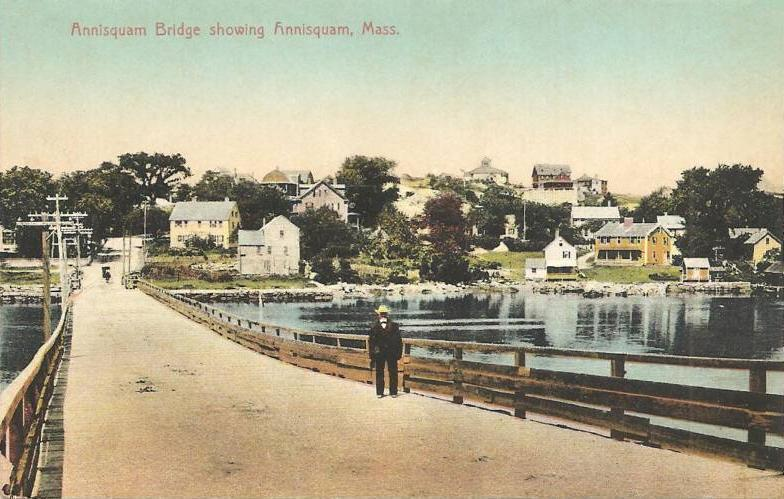
Ponte Annisquam em 1909
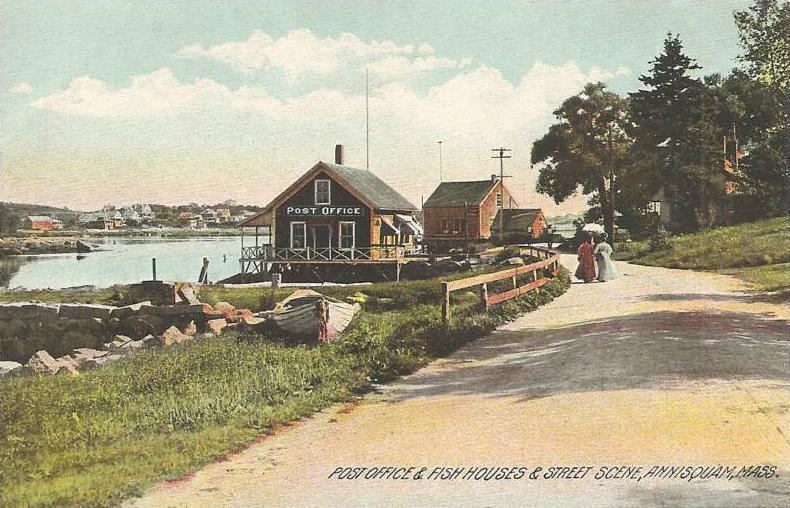
Cena de rua c. 1910
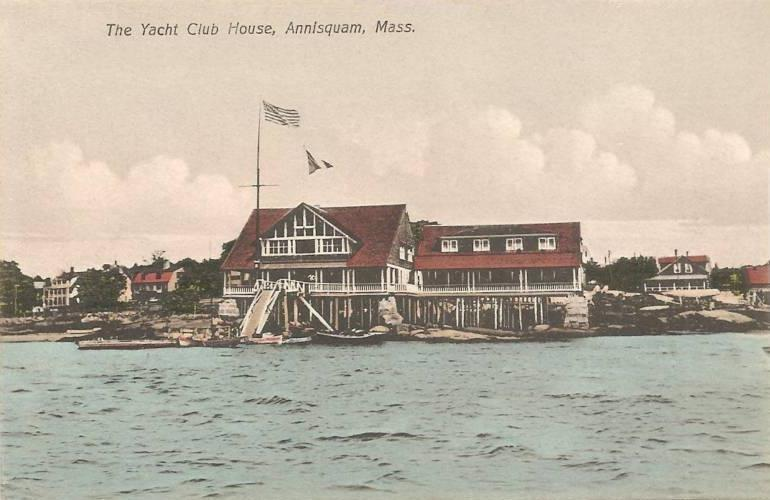
O iate clube em 1911

## Sítios históricos
- Norwood-Hyatt House